# 피스토

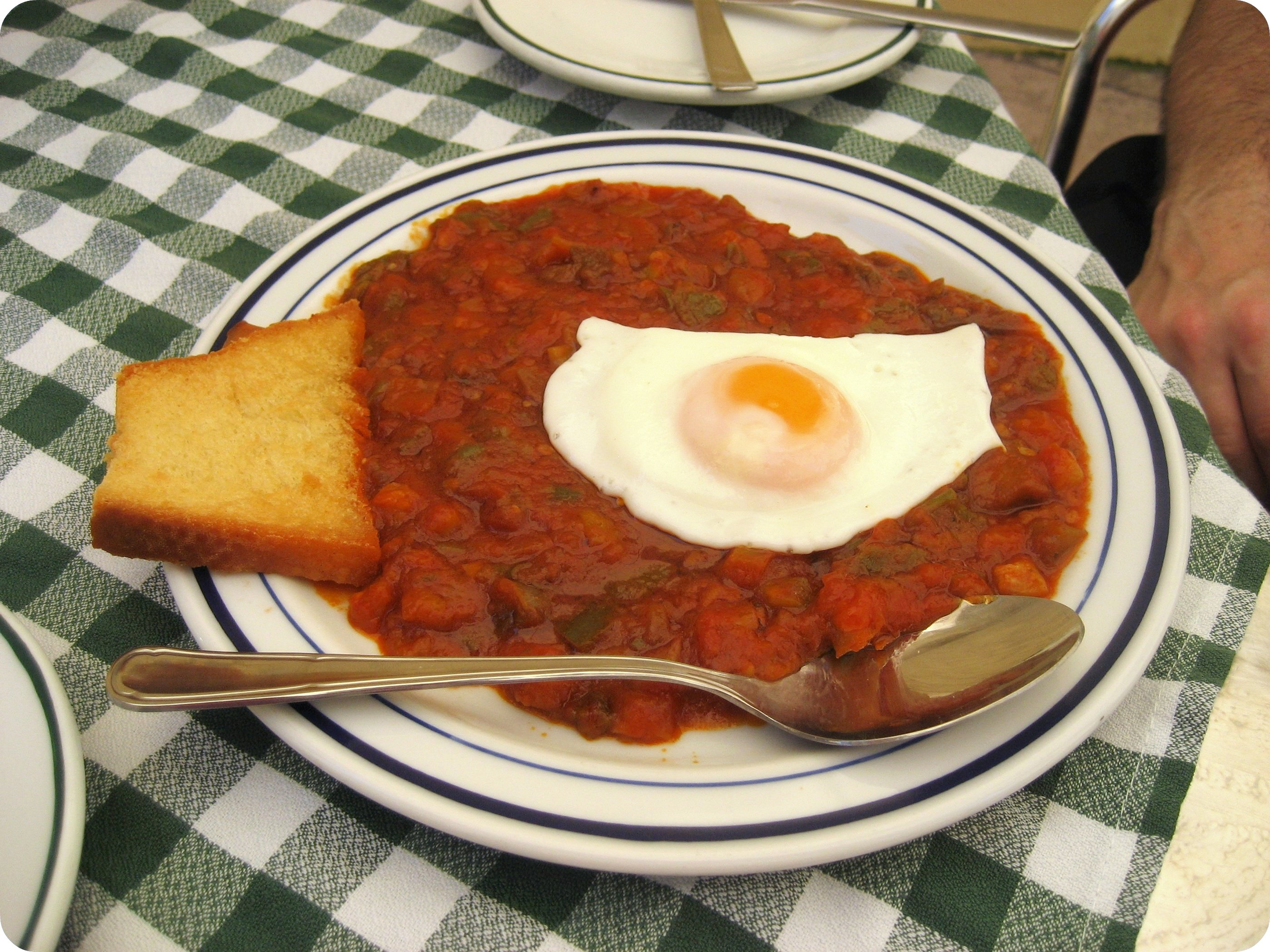

피스토(Pisto 또는 pisto manchego)는 원래 무르시아주 지역, 카스티야라만차주 및 엑스트레마두라주 지역의 스페인 요리이다. 이 요리는 토마토, 양파, 가지 또는 애호박, 녹색 및 빨강 고추, 올리브 오일로 만들어진다. 일반적으로 스타터로 따뜻하게 제공되거나 다른 요리와 함께 제공된다. 종종 흰 쌀밥, 빵, 달걀 프라이 또는 절인 햄 조각과 함께 제공된다. 페이스트리와 타르트렛(엠파나딜라)의 충전재로도 사용된다.
이 요리는 라만차의 역사적인 지역(주로 카스티야 라만차 지역에 위치함)의 기원에서 공식적으로 피스토 만체고라고 불린다. 엑스트레마두라주(pisto extremeño)의 유사 버전에서도 발견된다. 바스크주 빌바오의 피스토 아 라 빌바이나(Pisto a la Bilbaína)는 피스토 만체고와 유사하지만 일반적으로 토마토 소스에 애호박과 피망만 포함하고 때로는 계란과 함께 가볍게 스크램블한다.

## 같이 보기
- 깔라야 반두라
- 메네멘
- 샤크슈카
- 라타투유